# Shō Shitsu
Shō Shitsu (尚質, 1629–1668) est un souverain du royaume de Ryūkyū qui occupe le trône de 1648 jusqu'à sa mort en 1668.

## Biographie
Quatrième fils du roi Shō Hō, il est nommé prince de Sashiki en 1637 à l'âge de huit ans et se voit offrir le magiri de Nanjō comme domaine personnel. En 1645, son domaine est changé pour le magiri de Nakagusuku, et son titre devient « prince de Nakagusuku ».
Shō Shitsu succède sur le trône à son frère Shō Ken en 1648. Son règne coïncide avec une période de rébellion et d'instabilité en Chine, alors que les factions fidèles à la dynastie Ming, qui est tombée en 1644, continuent à se battre contre le nouvel ordre de la dynastie Qing. En au moins une occasion, les navires d'hommage de  Ryūkyū sont attaqués par des pirates ou des rebelles, qui tuent au moins l'un des marins Ryūkyū et volent divers objets. Les autorités du domaine de Satsuma déclarent l'émissaire en chef et son adjoint fautifs et les font exécuter. Un autre incident implique une attaque contre une mission d'Okinawa sur la route de Pékin; les Ryūkyūiens défont leurs attaquants, et Hirata Tentsu devient un héros national.
Bien qu'il y ait d'abord une certaine incertitude, en particulier au Japon, quant à savoir si le royaume doit soutenir la nouvelle dynastie, ou les rebelles Ming, le shogunat Tokugawa laisse la décision à Satsuma. Shō Tei, Le fils ainé du roi, qui va plus tard lui succéder comme roi, se rend à Pékin et présente le sceau royal officiel à lui donné par le royaume par les dirigeants Ming, à la Cour des Qing, qui à son tour accorde au prince un nouveau sceau royal pour le royaume et déclare sa reconnaissance officielle de Shō Shitsu comme roi.
Un certain nombre de réformes majeures sont réalisées dans les dernières années du règne de Shō Shitsu, principalement sous la direction ou selon les suggestions de  Shō Shōken, nommé sessei, poste comparable à celui de premier ministre, en 1666. Shō Shōke compile également le Chūzan Seikan (« Miroir de Chūzan »), première histoire du royaume, sur l'ordre du roi.
À sa mort en 1668, il est inhumé dans le mausolée royal Tamaudun et son fils ainé, Shō Tei, lui succède.

## Source de la traduction
- (en) Cet article est partiellement ou en totalité issu de l’article de Wikipédia en anglais intitulé « Shō Shitsu » (voir la liste des auteurs).